# Quartier du Val-de-Grâce

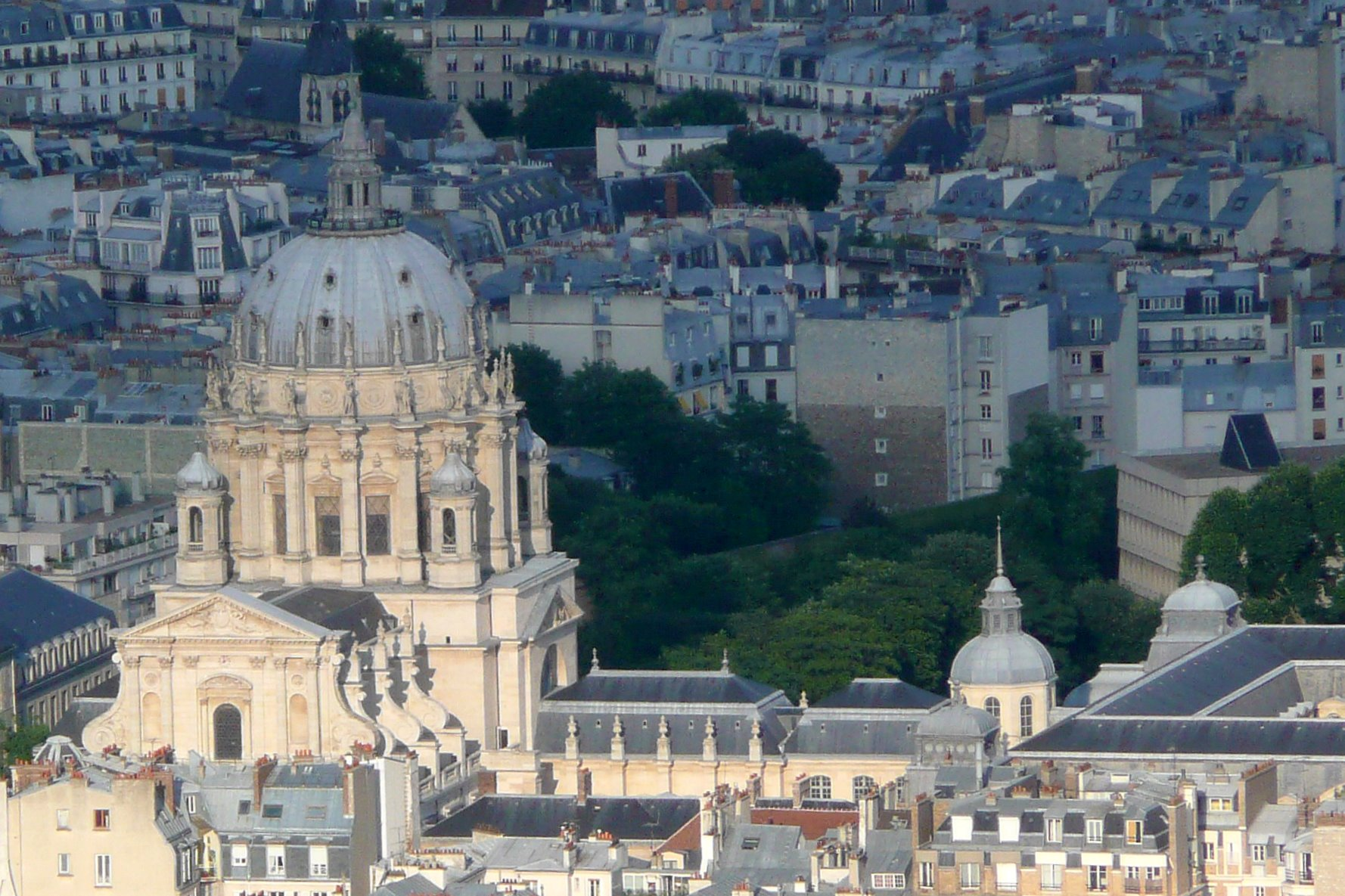
Kostel a čtvrť Val-de-Grâce

Quartier du Val-de-Grâce (čtvrť Val de Grâce) je 19. administrativní čtvrť v Paříži, která je součástí 5. městského obvodu. Má rozlohu 70,4 ha a ohraničují ji Boulevard de Port-Royale na jihu, Boulevard Saint-Michel na západě, ulice Rue Soufflot, Rue des Fossés-Saint-Jacques a Rue de l'Estrapade na severu a Rue Mouffetard a Rue Pascal na východě.
Čtvrť byla pojmenována podle bývalého kláštera, dnes vojenské nemocnice Val-de-Grâce.

## Vývoj počtu obyvatel
| Rok sčítání | Počet obyvatel | Hustota zalidnění (ob./km²) |
| ----------- | -------------- | --------------------------- |
| 1954        | 32 966         | 46 827                      |
| 1962        | 29 466         | 41 855                      |
| 1968        | 25 866         | 36 741                      |
| 1975        | 21 875         | 31 072                      |
| 1982        | 20 116         | 28 574                      |
| 1990        | 19 779         | 28 095                      |
| 1999        | 19 492         | 27 688                      |